# Meraner Hilfspost
Die Meraner Hilfspost war Ende 1918 ein privat organisierter Postdienst von Meran in den Vinschgau. Als mit dem Ende des Ersten Weltkrieges die k.k. österreichische Post in Südtirol zusammenbrach und die italienische noch nicht funktionierte, beförderte die Meraner Hilfspost ab 25. November ca. drei Wochen lang Briefe, Postkarten und Zeitungen. Finanziert wurde sie von einer gleichnamigen Briefmarkenserie. Die Marken behielten auch hundert Jahre danach einen Sammlerwert.

## Geschichte

### Hintergrund
Nach schweren Verlusten an der Italien-Front akzeptierte Österreichs Armee am 3. November 1918 die Bedingungen für den Waffenstillstand von Villa Giusti. Italien verlangte unter anderem die sofortige Räumung des Trentino und des südlichen Tirol bis zu einer Linie zwischen der Umbrail-Spitze nahe dem Stilfserjoch, dem Reschen- und dem Brennerpass. Damit nahm Italien die spätere Annexion dieses Gebietes vorweg.
Nach dem Waffenstillstand zogen Tausende österreichische Soldaten fluchtartig durch das Etschtal und das Eisacktal nach Norden ab. Am 5. November übernahm die italienische Armee die Kontrolle über Bozen. In der Nacht zum 6. November quartierte sich eine 400 Mann starke Besatzungstruppe auch in Meran ein.
Während die österreichische Zivilverwaltung sich auflöste, hatte Italien Mühe, in den besetzten Gebieten quasi über Nacht und flächendeckend eine neue Verwaltung aufzubauen. Im Post- und Telegraphenamt von Meran saßen ab 17. November zwar an allen Schaltern italienische Beamte. Die italienische Post belieferte vorerst aber nur Italien und einige der besetzten Gebiete. Zu den Postämtern auf dem Land und insbesondere im Vinschgau, wo zum Teil immer noch das frühere Personal in Dienst war, gab es aber keine direkte Verbindung. Auch war die Bahnlinie in den Vinschgau immer wieder unterbrochen. In der Meraner Zeitung standen Mitte November öfters Notizen wie: „Nach Vinschgau verkehrt wieder kein Zug. Wir wissen also nicht, wie wir unseren Abnehmern dort die sehnlichst erwartete ‚Mer. Zeitung’ senden können.“

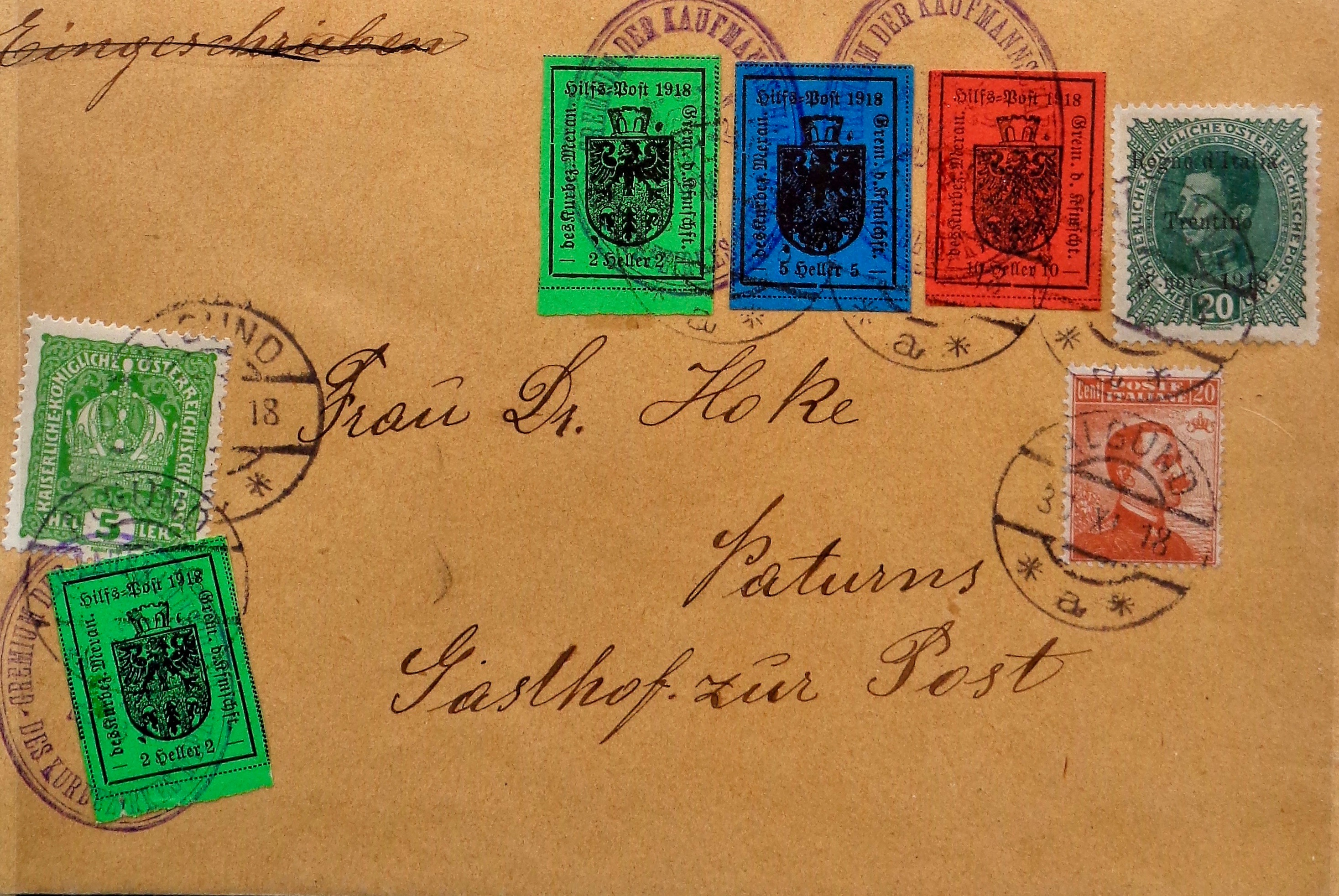
Hilfspost-Marken der 2. Auflage, entwertet mit einem ovalen Stempel der Kaufmannschaft. Daneben zwei amtliche österreichische und eine italienische Marke, abgestempelt am 30. November 1918 in Algund.

### Die Meraner Kaufmannschaft
Am 23. November stellte das „Gremium der Kaufmannschaft“ beim italienischen Militärkommando den Antrag, die Postverbindung in den Vinschgau selbst in die Hand zu nehmen. „Bis zur Wiederkehr des geregelten Postdienstes“ sollten die Meraner Zeitung und das Konkurrenzblatt Der Burggräfler sowie „wenn möglich die Handelskorrespondenz der Grem.-Mitglieder“ befördert werden.
Das Gremium der Kaufmannschaft war eine Vereinigung von Meraner Kaufleuten. Vor Kriegsbeginn hatte sie 468 Mitglieder. Vorsitzender der Kaufmannschaft war über viele Jahre der Verleger der Meraner Zeitung, Friedrich Wilhelm Ellmenreich (1838–1923).

### Transport und Entwertungen
Die italienischen Behörden gaben noch am selben Tag dem Antrag statt. „Das kgl. Ital. Kommando hat dem hiesigen Gremium der Kaufmannschaft bis auf weiteres gestattet, Geschäftskorrespondenzen sowie die hiesigen Zeitungen nach Vinschgau zu befördern. Derartige Korrespondenzen sind in der Gremialkanzlei abzugeben und es wird zur Deckung der Unkosten ein Aufschlag in Gremialmarken erhoben.“
Die ersten Sendungen gingen am 25. November ab. Zunächst nahm sie das Postamt Töll entgegen, nach einigen Tagen das näher gelegene Algund, das an der Tramlinie Meran–Forst lag. Von dort gingen sie auf normalem Weg an die einzelnen Postämter im Vinschgau.
Die Zeitungen, Briefe und Postkarten mussten sowohl mit einer Hilfspost-Marke als auch mit amtlichen Briefmarken frankiert werden. Die Zeitungen steckten in Papierschleifen, auf denen die Marken klebten. Sie wurden von den Zeitungsverlagen mit einem ovalen Stempel entwertet, die Hilfspost-Marken auf Briefen und Postkarten im Büro der Kaufmannschaft mit demselben Stempel. Die Postämter entwerteten hingegen nur die amtlichen Briefmarken.

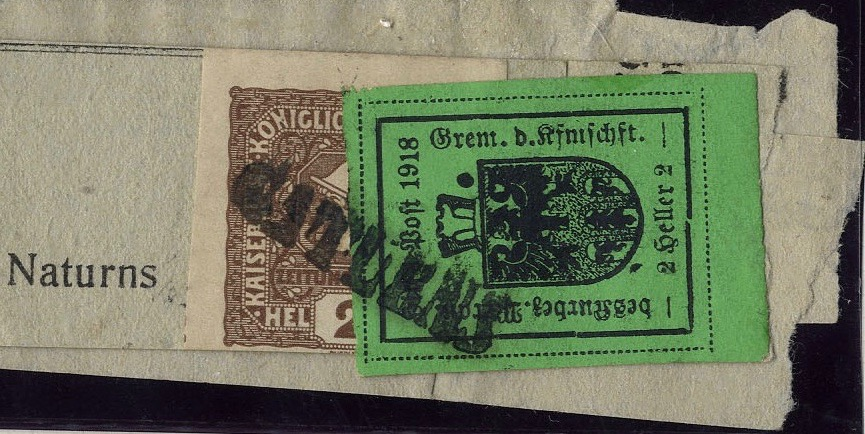
2-Heller-Marke der zweiten Auflage auf einer Zeitungsschleife, in Naturns entwertet

### Der Urheber
Die Idee zur Meraner Hilfspost stammte wahrscheinlich vom Meraner Drogisten Artur Ladurner (1872–1960). Er war Mitglied im Gremium der Kaufmannschaft und ein besonders rühriger Philatelist. Zu seinen Spezialgebieten zählten gefälschte italienische Marken und die Unterschiede in den Papierqualitäten von Briefmarken. Auf seinen Namen geht die „Ladurner-Strichelung“ zurück, eine in der Philatelie bekannte Bezeichnung für feine, einem Wasserzeichen ähnliche Linien, die in bestimmten Papiersorten vorkamen und sehr selten waren.
Ladurner beschrieb später in philatelistischen Fachzeitungen ausführlich die Entstehung der Meraner Hilfspost und den Druck der Marken. Seine eigene Rolle erwähnte er nicht. Seine Frau notierte aber in ihrem unveröffentlichten Tagebuch: „Mein Artur gab mit Erlaubnis der Postverwaltung eine Serie Hilfspostmarken heraus.“ Die Marken wurden in der kleinen Druckerei Pleticha in Meran-Untermais produziert. Deren Inhaber Friedrich Pleticha war Ladurners Schwiegervater.

## Grafik und Druck der Marken

### Erste Auflage
Die Marken der Meraner Hilfspost gab es zu 2, 5 und 10 österreichische Heller: die 2-Heller-Marke für Zeitungen, die 5-Heller-Marke für Postkarten und die 10-Heller-Marke für Briefe. In der ersten Auflage fehlte allerdings die Währungsangabe. Sie zeigte nur die nackten Ziffern. Um den Außenrand verlief die Inschrift „Hilfspost des Handelsgrem. d. Kurbez. Meran“.

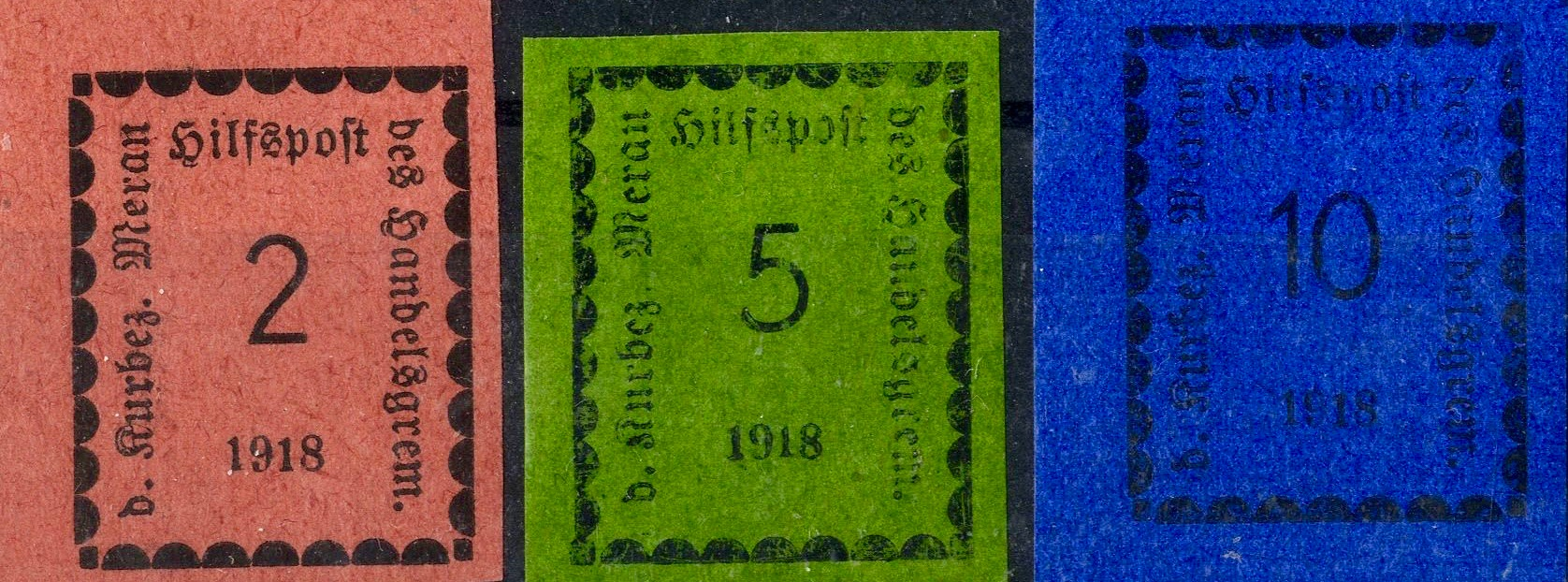
Meraner Hilfspost, erste Auflage

Ladurner erwähnte als grafische Vorlage die Notausgabe einer 10-Centimes-Marke, welche die Handelskammer von Valenciennes 1914 unter deutscher Besatzung drucken ließ. Ähnlichkeiten sind zu erkennen.

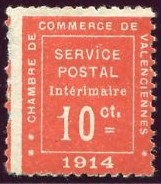
Notmarke von Valenciennes

In dieser ersten Serie war die 2-Heller-Marke auf rotem Papier gedruckt, die 5-Heller-Marke auf grünem und die 10-Heller-Marke auf blauem Papier. Es war Papier von geringer Qualität – offenbar Restbestände von Buntpapier-Blättern, wie Kinder sie zum Basteln verwendeten. Papier war bei Kriegsende Mangelware. Damit selbst kleinste Blätter verwendet werden konnten, entschied sich der Drucker für eine tête-bêche-Anordnung. In einem ersten Druckgang entstanden fünf oder sechs Marken in einer Reihe. Dann wurde das Blatt um 180 Grad gedreht und die nächste Reihe gedruckt, die dann kopfüber stand.

### Zweite Auflage
Da die Druckformen nach wenigen Tagen stark abgenutzt waren, kam es zu einer zweiten Auflage. Die Stückelung blieb unverändert, in Farbe und Grafik unterschied sich diese Auflage aber deutlich von der ersten. Die 2-Heller-Marke war nun grün, die 5-Heller-Marke blau und die 10-Heller-Marke rot. Die Marken waren größer und zeigten im Zentrum das Meraner Stadtwappen: einen auf der mittelalterlichen Stadtmauer aufsitzenden Tiroler Adler.

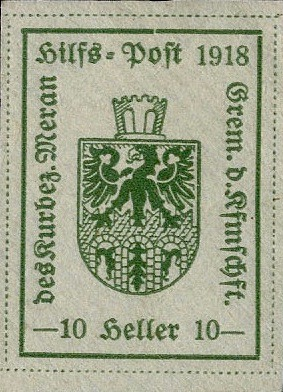
Probedruck der 10-Heller-Marke auf weißem Papier

Außerdem war nun der Heller als Währung angegeben. Dabei hatte wenige Tage zuvor eine im Trentino gedruckte Heller-Marke unter italienischen Nationalisten so starken Protest ausgelöst, dass der Druck eingestellt und ein Restbestand verbrannt werden musste.
Da sie nie zuvor Briefmarken hergestellt hatte, besaß die Druckerei Pleticha keine Maschine für die Zähnung. In der ersten Auflage war die Zähnung grafisch angedeutet. In der zweiten Auflage entfiel auch das. Dafür befanden sich zwischen den Marken gepunktete Trennlinien, die das Ausschneiden erleichterten.

### Kuriositäten
Auf den Marken der zweiten Auflage sollte anstelle der Kurzform „Handelsgremium“ das formal genauere, aber fast doppelt so lange „Gremium der Kaufmannschaft“ stehen. Das war zu viel Text für eine Marke. Also wurde fast bis zur Unlesbarkeit abgekürzt. Dabei unterlief dem Handsetzer offenbar ein Fehler: In „Grem. d. Kfmschft.“ fehlte das zweite F. Bis der Fehler entdeckt wurde, waren einige Marken mit „Kfmscht.“ bereits in Umlauf. Sie sind sehr selten, ein waagrechter Dreier-Streifen gilt als Unikat.
Von der Serie mit dem fehlenden F gibt es auch eine 10-Heller-Marke auf blauem statt auf rotem Papier. Möglicherweise eine Probe, bei der der Drucker das vorgefärbte Papier verwechselte. Von diesem Fehldruck soll sich nur ein einziges Exemplar erhalten haben.

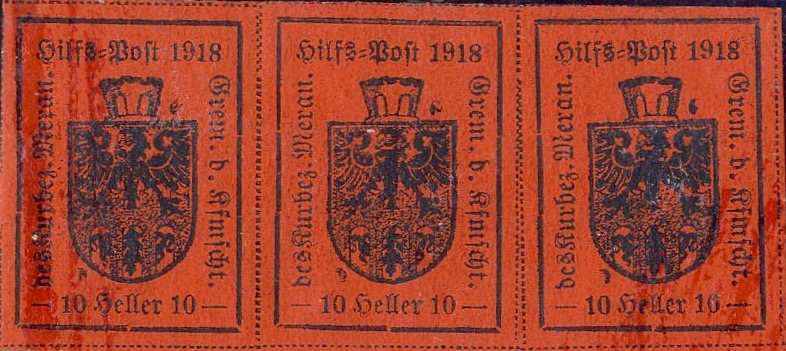
3er-Streifen mit Setzfehler

Kurios ist auch der Entwurf einer 5-Heller-Marke auf violettem Papier. Anstatt eines umlaufenden Textes hatte sie nur die kryptische Zeile G d. K. d. K. M (für: Gremium der Kaufmannschaft der Kurgemeinde Meran) und einen Adler, der in der Luft zu stehen scheint, anstatt auf der Stadtmauer aufzusitzen. Es dürfte ein erster grafischer Versuch gewesen sein.

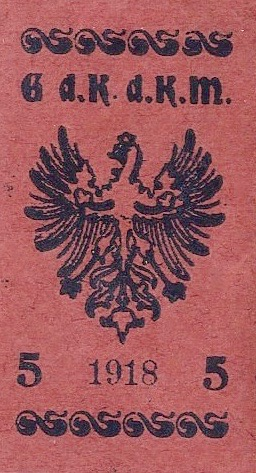
Ein erster grafischer Entwurf

### Dritte Auflage
Anfang Dezember 1918 sollte noch eine dritte Auflage erscheinen. Einige hundert 10-Heller-Marken auf rotem Papier waren bereits produziert. Es waren kleine Bögen in tête-bêche-Anordnung mit einem gegenüber den ersten Auflagen verbesserten Druck. Aber sie kamen nicht mehr regulär in Umlauf.

### Ende der Hilfspost
Ab 6. Dezember hatten die Postämter im besetzten Gebiet alle Briefe und Postkarten zur Zensur nach Bozen zu schicken. Von dort beförderte sie die italienische Post dann direkt auch in den Vinschgau. Für Briefsendungen war die Hilfspost damit obsolet.
Gedruckten Zeitungen hingegen blieb, auch aus Zeitgründen, der Umweg über die Zensurstelle in Bozen erspart, da sie bereits einer Vorzensur unterlagen. Daher durften sie über die Hilfspost weiterhin in den Vinschgau geliefert werden. Mit 14. Dezember 1918 übernahm die italienische Post aber auch diesen Transport. Damit lief die Meraner Hilfspost offiziell aus.

## Bedeutung für die Philatelie

### Marken in Umlauf
Wie Artur Ladurner 1920 in einer philatelistischen Zeitschrift berichtete, „wurden etwa 3600 Zeitungsnummern durch die Hilfspost befördert.“ Auf einem Exemplar der Zeitschrift, die sich in seiner Sammlung befand, korrigierte er die Zahl von Hand auf 4600. Briefe und Postkarten mit der 5- und 10-Heller-Marke seien hingegen „verschwindend wenig und meist nur von Sammlern“ verschickt worden. Als Grund nannte Ladurner die hohen Gebühren. Da die amtlichen Marken in italienischer Lira bezahlt werden mussten und der Wechselkurs ungünstig war, kostete ein Brief mit amtlicher und mit Hilfspost-Marke umgerechnet 4,50 Euro.
Eine Fachzeitschrift schrieb 90 Jahre später von 840 Stück der 5- und 10-Heller-Marke aus der ersten Auflage, nannte aber keine Quellen. Die gleichen Zahlen sind auch bei Europeana.eu zu finden, auch hier ohne Quellenangabe.

### Sammlerstücke
Philatelie-Experten gehen davon aus, dass Sammler in den Postämtern auch Blankoumschläge mit Hilfspost-Marken abstempeln ließen. Auch dürften größere Mengen an Souvenirkuverts produziert und auch noch nach Mitte Dezember 1918 mit rückdatierten Poststempeln entwertet worden sein.

### Preise
Marken der Meraner Hilfspost wurden in den ersten Jahren hoch gehandelt. So wurde 1920 von einem Händler in Weimar ein unvollständiger Satz für 1100 Mark angeboten. So viel kosteten zu der Zeit 580 kg Brot. 100 Jahre nach ihrem Erscheinen war die Meraner Hilfspost im Handel immer noch zu finden. 2016 zum Beispiel bot das Auktionshaus Dorotheum drei Bögen ungestempelter Marken zum Ausrufungspreis von 320 Euro an. Abgestempelte Marken samt Briefumschlag oder Postkarte sind rar.